# Алехандра Гусман
Габрієла Алехандра Гусман (ісп. Gabriela Alejandra Guzmán; нар. 9 лютого 1968, Мехіко, Мексика) — мексиканська співачка та акторка.

## Біографія
Народилася 9 лютого 1968 року у Мехіко у родині акторки Сільвії Піналь та співака Енріке Гусмана. Алехандра Гусман розпочала свою кар'єру у 1988 році. За свою кар'єру співачка продала більше 30 мільйонів альбомів.

## Дискографія
- 1988 Bye Mamá
- 1989 ccDame Tu Amor
- 1990 Eternamente Bella
- 1991 Flor de Papel
- 1993 Libre
- 1994 Enorme
- 1996 Cambio de Piel
- 1999 Algo Natural
- 2001 Soy
- 2004 Lipstick
- 2006 Indeleble
- 2007 Fuerza
- 2009 Único
- 2015 A + No Poder
- 2017 Versus (з Глорією Треві)

## Сингли (вибірково)
- Eternamente Bella (1990)[4][5][6][7]
- Reina de corazones (1991)[8][9][10][11]
- Mala hierba (1993)[12][13]

- Despertar (1995)[16][17][18][19]
- Volverte a amar (2006)[20][21][22][23]
- Quiero estar contigo (2006)[24]
- Soy sólo un secreto (2007)[25][26][27][28]
- Día de suerte (2011)[29]

## Тури
- Dame Tu Amor Tour (1990)
- Eternamente Bella Tour (1991)
- Flor de Papel Tour (1992)
- Libre Tour (1993–94)
- Enorme Tour (1995–96)
- Cambio de Piel Tour (1997)
- La Guzman Tour (1998)
- Algo Natural Tour (1999—2000)
- Soy Tour (2002)
- Supersexitada Tour (2004–05)
- Indeble (2006–07)
- Fuerza Tour (2008–09)
- Unico Tour (2010)
- 20 Años de Éxitos Tour (2011–12)
- La Guzman Primera Fila Tour (2014)
- Rock Recargado Tour (2015)
- A + No Poder Tour (2016)
- es: Versus Tour (2017–18)
- La Guzman Tour 2019 (2019)

## Нагороди та номінації

### Нагороди
- Премія Oye! (2006 (перемога у двох номінаціях))
- Премія Juventud (2010, 2012)

### Номінації
- Премія Lo Nuestro (2007, 2008, 2012, 2013)
- Премія Juventud (2011)